# Газопровід Слободниця-Варошфьолд
Слободниця—Варошфьолд — трубопровід що з'єднує газові мережі Хорватії та Угорщини.
Перші контакти щодо спорудження інтерконектора між газотранспортними системами Хорватії та Угорщини розпочались у 2007-му та завершились підписанням наступного року угоди про співробітництво між операторами національних мереж Plinacro та FGSZ Ltd, на виконання якої в 2011-му ввели в експлуатацію газопровід. Проект здійснили за сприяння Європейського Союзу, котрий узяв на себе частину витрат.  
Трубопровід має діаметр 800 мм, робочий тиск 7,5 МПа та максимальну пропускну здатність до 6,5 млрд.м3 на рік. Його загальна довжина складає майже три сотні кілометрів, у т. ч. 205 км по угорській та 88 км по хорватській території. Він сполучив угорський газовий хаб Варошфьолд (надає доступ до трубопроводів Будапешт – Сегед та Берегдароц – Варошфьолд) із хорватською Слободницею (сюди підходить газопровід Загреб – Слободниця).
Для забезпечення роботи газопроводу на угорській території модернізували компресорну станцію у Варошфьолді та спорудили ще одну станцію у Баті. На кордоні діють газовимірювальні станції в угорському селі Дравасердагей та хорватському містечку Доній Михоляць.
Важливо відзначити, що обидві країни традиційно покривали дефіцит газу власного видобутку за рахунок імпорту російського блакитного палива через Україну, тільки Угорщина отримувала його безпосередньо з України, а Хорватія користувалась маршрутом Україна—Словаччина—Австрія—Словенія. Після введення в дію інтерконектора він міг застосовуватись для поставок з Угорщини до хорватської газової мережі, втім, у 2021 році почав роботу термінал по прийому зрідженого газу на хорватському острові Крк, що створює умови для реверсування трубопроводу.